# ۹۳۴ (میلادی)
۹۳۴ (میلادی) نهصد و سی و چهارمین سال تقویم میلادی است.

## درگذشتگان
‎